# Kes Tor Round Pound
Kes Tor Round Pound (englisch; auch The Round Pound und SX 66393 86847 genannt) ist eines von etwa 30 so genannten Dartmoor Pounds, steinernen bronze- und eisenzeitlich genutzten Einhegungen (Grimspound), die vor allem im Dartmoor in Devon in England vorkommen. Der namengebende Kes Tor ist ein Felsaufschluss, der in der Nähe liegt.
Nordöstlich von Batworthy, zu beiden Seiten der kleinen Straße, die von Teigncombe nach Batworthy führt, liegen die Überreste einer Hüttensiedlung mit unterteilten Feldsystemen. Die Hütten haben Durchmesser zwischen sieben und elf Metern. Sie liegen in einem Pound, einer vergleichsweise kleinen (es gibt vier Hektar große), runden steinernen Einhegung von etwa 33 m Durchmesser mit ein bis zwei Meter dicken Wänden und einem Eingang im Westen. Es gibt Hinweise auf einen Sturz über dem Eingang. Im Zentrum des Rundpounds steht eine Steinhütte von 11 Metern Durchmesser mit einer zweischaligen, etwa einen Meter dicken Wand, die Hinweise auf Pfostenlöcher zeigt, die eine Holzkonstruktion zur Unterstützung des Strohdaches gehalten haben. Der Eingang lag im Süden.
Die Ausgrabung der Hütte im Jahre 1952 erbrachte einen Amboss, der zusammen mit einigen Gruben für die Eisenverhüttung verwendet wurde, sowie ein Spinnwirtel, Tonscherben und Feuersteine. Die Bereiche aus der Bronzezeit und die Spuren aus der Eisenzeit zeigen, dass das Pound über einen langen Zeitraum genutzt oder nach einer Unterbrechung wieder verwendet wurde. Der Ort wurde im Mittelalter, als das Pound durch niedrige Innenwände gegliedert wurde, wieder verwendet, wobei Steine der älteren Mauern benutzt wurden.
Im Jahre 1876 machte der Antiquar G. W. Ormerod  Zeichnungen von prähistorischen Hüttenkreisen und Feldsystemen, die ein paar Meilen westlich von Chagford liegen. Dies war zu dieser Zeit normalerweise das Ende eines prähistorische Fundortes, weil ein Besuch des Dartmoor Exploration Committee gefolgte. Dies waren eine engagierte Gruppe von Antiquaren, deren archäologische Untersuchungstechnik „brutal“ war. Heute ist ein solcher Platz dank ihrer Methoden und der Vorliebe für „Wiederherstellungen“ schwer zu interpretieren. Im Falle der Kestor-Siedlung war dies nicht der Fall, denn aus irgendeinem Grunde wurde es vom Dartmoor-Komitee nie erforscht.
In der Nähe liegt der Steinkreis von Scorhill.